# لكعوب (يافع)

تعديل مصدري - تعديل

لكعـوب هي إحدى قرى عزلة لبعوس بمديرية يافع التابعة لمحافظة لحج، بلغ تعداد سكانها 923 نسمة حسب تعداد اليمن لعام 2004.